# Martha Young
 (avril 2024).
La mise en forme du texte ne suit pas les recommandations de Wikipédia : il faut le « wikifier ».
Les points d'amélioration suivants sont les cas les plus fréquents. Le détail des points à revoir est peut-être précisé sur la page de discussion.
- Les titres sont pré-formatés par le logiciel. Ils ne sont ni en capitales, ni en gras.
- Le texte ne doit pas être écrit en capitales (les noms de famille non plus), ni en gras, ni en italique, ni en « petit »…
- Le gras n'est utilisé que pour surligner le titre de l'article dans l'introduction, une seule fois.
- L'italique est rarement utilisé : mots en langue étrangère, titres d'œuvres, noms de bateaux, etc.
- Les citations ne sont pas en italique mais en corps de texte normal. Elles sont entourées par des guillemets français : « et ».
- Les listes à puces sont à éviter, des paragraphes rédigés étant largement préférés. Les tableaux sont à réserver à la présentation de données structurées (résultats, etc.).
- Les appels de note de bas de page (petits chiffres en exposant, introduits par l'outil «  Source ») sont à placer entre la fin de phrase et le point final[comme ça].
- Les liens internes (vers d'autres articles de Wikipédia) sont à choisir avec parcimonie. Créez des liens vers des articles approfondissant le sujet. Les termes génériques sans rapport avec le sujet sont à éviter, ainsi que les répétitions de liens vers un même terme.
- Les liens externes sont à placer uniquement dans une section « Liens externes », à la fin de l'article. Ces liens sont à choisir avec parcimonie suivant les règles définies. Si un lien sert de source à l'article, son insertion dans le texte est à faire par les notes de bas de page.
- La présentation des références doit suivre les conventions bibliographiques. Il est recommandé d'utiliser les modèles {{Ouvrage}}, {{Chapitre}}, {{Article}}, {{Lien web}} et/ou {{Bibliographie}}. Le mode d'édition visuel peut mettre en forme automatiquement les références.
- Insérer une infobox (cadre d'informations à droite) n'est pas obligatoire pour parachever la mise en page.

Pour une aide détaillée, merci de consulter Aide:Wikification.
Si vous pensez que ces points ont été résolus, vous pouvez retirer ce bandeau et améliorer la mise en forme d'un autre article.
Pour les articles homonymes, voir Young.
Martha Strudwick Young (11 janvier 1862 – 9 mai 1941) est une écrivaine américaine provinciale connue pour ses récits de contes populaires du Sud. Aussi pour ses fables et ses chansons sur la vie des Noirs à l'époque des plantations.

## Biographie

### Enfance et éducation
Martha Strudwick Young est la fille du médecin et chirurgien confédéré Elisha Young et d'Anne Eliza Ashe (Tutwiler) Young,. Sa tante Julia Strudwick Tutwiler, est militante pour l'éducation des femmes et pour la réforme pénitentiaire. Sa famille déménage à proximité de Greensboro après la guerre civile, et c'est là qu'elle apprend les contes populaires du Sud et les histoires de la culture afro-américaine qui constituent la base de ses futurs écrits,.
Young fait ses études à la Grensprings School (qui a été fondée par son grand-père Henry Tutwiler comme une école pour garçons), à la Greensboro Female Academy et à la Tuscaloosa Female Academy avant d'être diplômée de la Livingston Female Academy et de la State Normal School (qui devient plus tard Livingston University puis University of West Alabama), L'une de ses enseignantes à la Greensboro Female Academy est l'écrivaine Louise Clarke Pyrnelle .

### Œuvres
Young écrit huit livres, principalement des recueils de contes, fables, histoires et chansons folkloriques du Sud, dont beaucoup s'inspirent de la culture noire et mettent en avant des protagonistes noirs. Elle fait partie d'un groupe d'écrivains régionaux qui contribuent à populariser l'utilisation du dialecte comme complément au réalisme, notamment George Washington Cable, Kate Chopin, Mary Noailles Murfree et Joel Chandler Harris. Young, dans son voeux de préserver les contes et les chansons qu'elle a connus lorsqu'elle était enfant, est surnommée « la plus grande folkloriste de l'Alabama ».
Elle commence à publier en 1884 sous le pseudonyme « Eli Shepperd » avec un article dans le La Nouvelle-Orléans, Times-Democrat. Pendant plus de 50 ans, elle continue à publier des histoires ainsi que des poèmes religieux et des poèmes pleins d'émotions dans des magazines et journaux régionaux et nationaux, notamment The Atlantic Monthly, Cosmopolitan, Women's Home Companion, Metropolitan Magazine, Southern Bivouac, Detroit Free Press et Southern Churchman,,.
En 1901, Young publie son premier livre, Plantation Songs for My Lady's Banjo and Other Negro Lyrics & Monologues. Il est illustré de photographies « prises sur le vif » par JW Otts. Young découvre sa vraie identité quelque temps après la publication de ce livre, dans un article du Birmingham Age-Herald signé « Martha Young (« Eli Shepperd »).
Young enchaîne en 1902 avec Plantation Bird Legends, qui renforce sa réputation d'écrivain de premier plan de contes en dialecte. En 1912, son livre Behind the Dark Pines – contenait un recueil d'une cinquantaine d'histoires sur les animaux, dont Br'er Rabbit. Elle est comparée à Joel Chandler Harris, qui considère certains de ses vers dialectaux comme « incomparablement les meilleurs de tous les temps ». écrit."  Elle collabore avec Harris sur un livre ; intitulé Songs and Ballads of Old Time Plantations.
Young a également écrit des histoires et des livres pour enfants, contenant souvent des instructions sur la façon de transformer des histoires en jeux de performance. Elle fait le tour du pays pour donner des conférences et partager des lectures des extraits de ses livres,.

### Héritage
Les papiers de Young sont conservés par la bibliothèque des collections spéciales Hoole de l'Université de l'Alabama. La bibliothèque Julia S. Tutwiler de l'Université de West Alabama possède une petite sélection de ses écrits.
En 1986, Young est introduite au Temple de la renommée des femmes de l'Alabama.

## Livres
- Plantation Songs for My Lady's Banjo (1901; photos by J.W. Otts)
- Plantation Bird Legends (1902; illustrated by J. M. Condé)
- Bessie Bell (1903)
- Somebody's Little Girl (1910)
- Beyond the Dark Pines (1912; illustrated by J. M. Condé)
- When We Were Wee (1913)
- Two Little Southern Sisters and Their Garden Plays (1919)
- Minute Dramas (1921)